# Ammopiptanthus nanus
Ammopiptanthus nanus är en ärtväxtart som först beskrevs av Mikhail Grigoríevič Popov, och fick sitt nu gällande namn av S.H.Cheng. Ammopiptanthus nanus ingår i släktet Ammopiptanthus och familjen ärtväxter. IUCN kategoriserar arten globalt som akut hotad. Inga underarter finns listade i Catalogue of Life.